# Портрет Мэй Моррис
«Портрет Мэй Моррис» — рисунок английского художника-прерафаэлита Данте Габриэля Россетти, созданный в 1872 году.
На рисунке изображена Мэй Моррис, младшая дочь дизайнера и художника Уильяма Морриса и его жены и натурщицы и возлюбленной Россетти Джейн Моррис. На момент написания рисунка Мэй было 10 лет. Девочка изображена в струящемся драпированном платье, в правой руке она держит цветок анютиных глазок. Художнику нравилось проводить время с Мэй и её старшей сестрой Дженни, которые восполняли пустоту в его жизни, связанную с отсутствием собственных детей. Уже в детстве Мэй он разглядел в ней талант художницы. Также он считал, что она переняла красоту своей матери. Россетти создал несколько портретов Мэй, в отличие от произведений, где позирует её мать, портреты с Мэй отличались нежностью и меньшей манерностью. В произведениях Россетти Мэй стала воплощением чистоты и невинности, тогда как другие натурщицы часто изображались им как роковые женщины, воплощения чувственности и страсти.
Портрет упоминается Россетти в письме к своему брату Уильяму Майклу. Художник пишет, что это «очень точное изображение Мэй Моррис, которое потянет на 100 гиней». Россетти создал портрет Мэй в перерыве во время работы над очередной попыткой написания «Прозерпины», когда Джейн Моррис подхватила простуду и какое-то время не могла позировать.
На данный момент рисунок находится в неизвестном частном собрании.